# Integriertes Mess- und Informationssystem
IMIS ist die Abkürzung für Integriertes Mess- und Informationssystem, ein Umweltinformationssystem zur Überwachung der Radioaktivität in Deutschland.

## Geschichte
Bereits seit den fünfziger Jahren wird in Deutschland die Umweltradioaktivität überwacht. Dieses erfolgte bis 1986 durch verschiedene Behörden, die sich nicht miteinander abstimmten. Anlässlich der Verwirrungen während der Reaktorkatastrophe von Tschernobyl im April 1986 wurde dieses Problem erkannt und durch die Bündelung der Messaktivitäten über IMIS behoben. Früher waren die Messeinrichtungen den Warnämtern unter dem Namen WADIS angegliedert.

## Aufgabenstellung von IMIS
Die normale Umweltradioaktivität wird mittels Messbojen und unbemannten Stationen deutschlandweit permanent und flächendeckend überwacht. Ebenso werden Bodenflächen und Nahrungsmittel überwacht. Auf Basis der flächendeckenden Messungen und von Ausbreitungssimulationsmodellen (Programm für die Abschätzung Radiologischer Konsequenzen (PARK), RODOS) ermöglicht IMIS im Falle einer Freisetzung von Radioaktivität einen schnellen Überblick über das Ausmaß der Kontamination und die resultierende Strahlenbelastung der Bevölkerung. Damit stellt IMIS die Grundlage für Entscheidungen zum wirkungsvollen Schutz der Bevölkerung und der Umwelt dar.

## Messungen
Die Messungen von Wasser und Lebensmitteln erfolgen in verschiedenen Laboren. Die Strahlenbelastung (Ortsdosisleistung, ODL) der Luft und der Bodenoberfläche wird von etwa 1800 Stationen vom Bundesamt für Strahlenschutz (BfS) mit Hilfe des ODL-Messnetzes gemessen. Im Regelfall werden die Daten einmal täglich von sechs Rechnern des ODL-Messnetzes abgefragt, verdichtet und an das IMIS übergeben. Bei Pegelüberschreitungen melden die Messstellen ihre erhobenen Daten sofort an das BfS. Auch die Bundesländer betreiben eigenständige Radioaktivitätsmessnetze um die kerntechnischen Anlagen, deren Daten ins IMIS eingehen.
Die Nord- und Ostsee werden durch 9 Messbojen vom Bundesamt für Seeschifffahrt und Hydrographie überwacht (MARNET-Messnetz). Hierbei erfolgt die Datenübermittlung via Satellit. Zusätzlich stehen Messfahrzeuge sowie für den Notfall auch eine Hubschrauberstaffel bereit.
Im Hinblick auf Messungen im oder außerhalb eines Ereignisfall(es) wird zwischen dem Intensiv- und dem Routinemessprogramm unterschieden. Diese sind in Richtlinien zur Überwachung der Radioaktivität in der Umwelt nach dem Strahlenschutzvorsorgegesetz dokumentiert.